# 乌利亚斯特雷特
乌利亚斯特雷特，是西班牙加泰罗尼亚赫罗纳省的一个市镇。2001年，该镇的总面积为11平方公里，总人口225人，人口密度20人/平方公里。